# Транспорт в Венгрии
Транспорт — ключевой элемент инфраструктуры Венгрии.
В Венгрии создана инфраструктура для:
- железнодорожного транспорта;
- автотранспорта;
- авиаперевозок;
- водного транспорта.

Длина транспортной сети — 202,7 тыс. км.

## Железные дороги

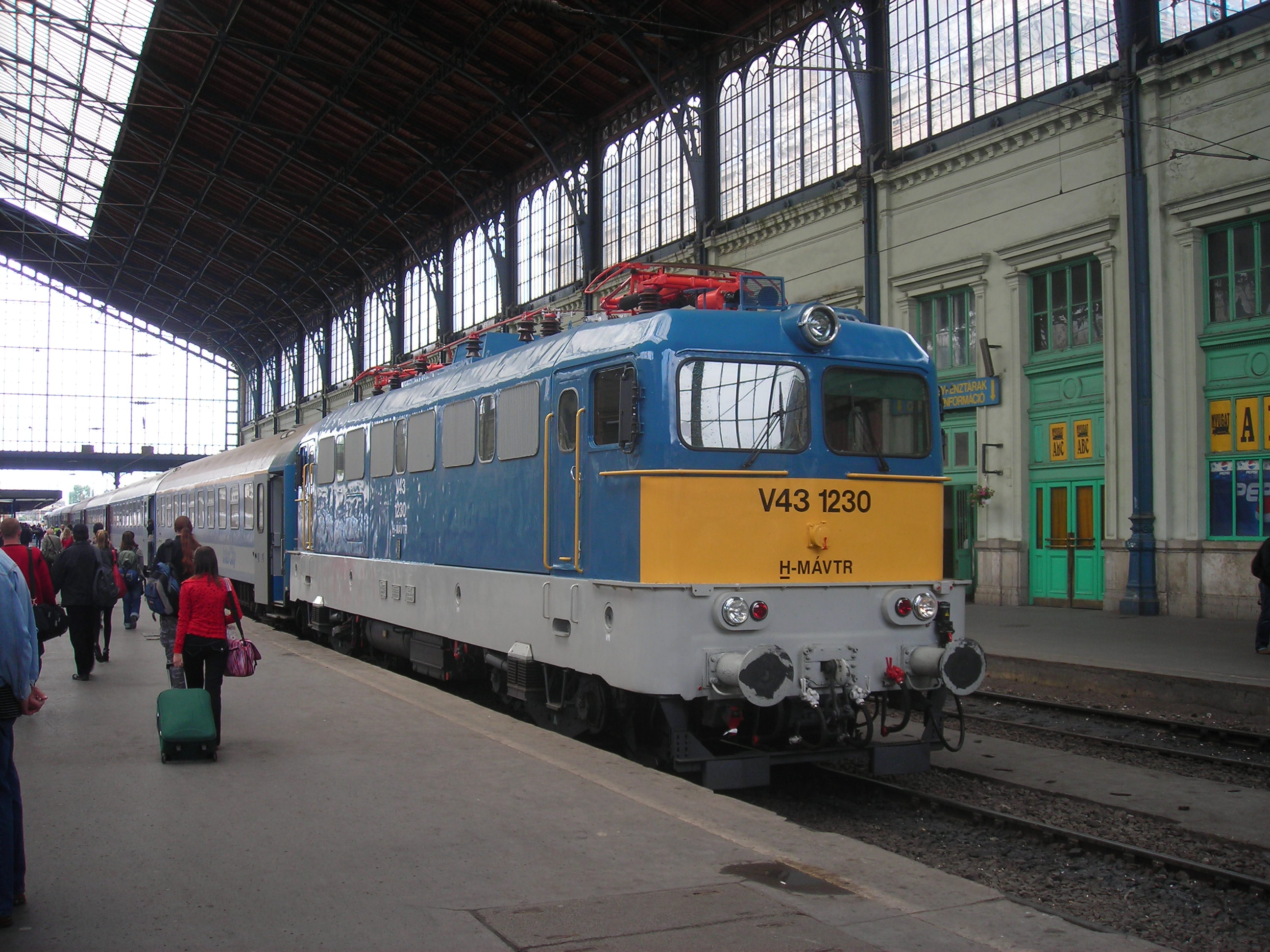
Электровоз MAV V43 на станции Будапешт-Западный

Железнодорожный вокзал Келети, Будапешт

Протяжённость железных дорог — 7,8 тыс. км (электрифицировано — 31 %). Ведущая железнодорожная компания — Magyar Államvasútak Zrt.
В Будапеште тремя главными железнодорожными станциями являются Келети (Keleti, Восточная), Западная (Nyugati) и Дели (Déli, южная), с другими отдаленными станциями, такими как Kelenföld. Из этих трех Южная станция является самой современной, но Восточная и Западная — более декоративны и имеют интересную архитектуру. Другие важные железнодорожные станции, расположенные по всей стране, включают Сольнок (самое важное железнодорожное пересечение вне Будапешта), железнодорожную станцию Tiszai в Мишкольце и станции Печ, Дьёр, Сегед и Секешфехервар.
Единственный город с подземной железнодорожной системой — Будапешт со своим метрополитеном.
В Будапеште есть также пригородное железнодорожное сообщение под названием BHÉV.

## Автострады

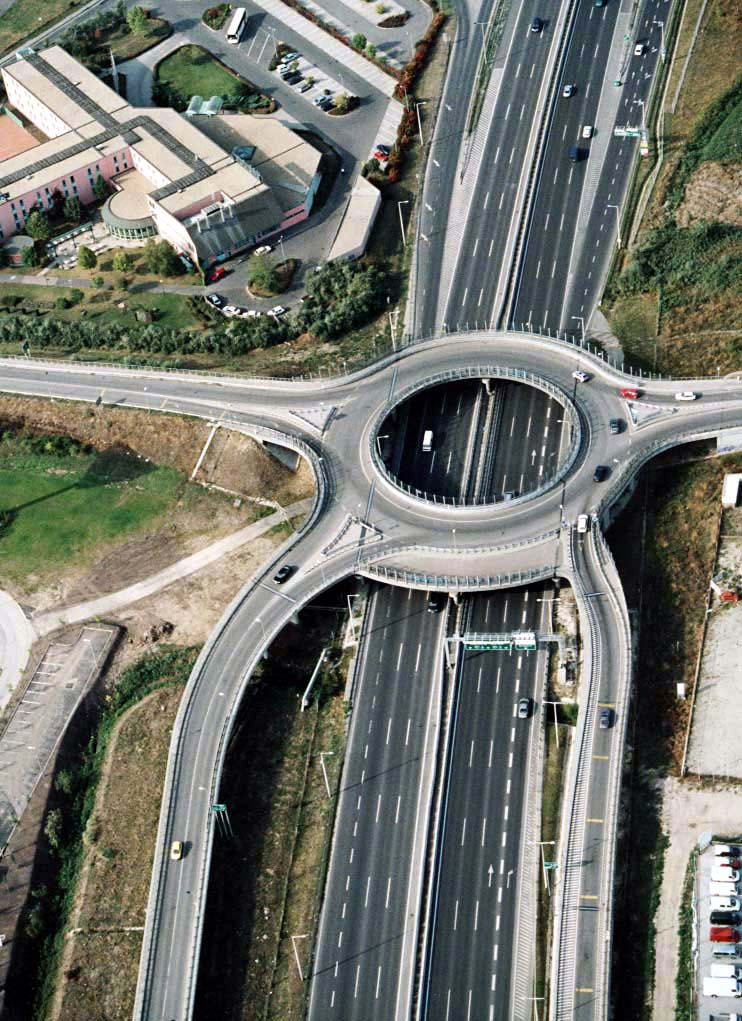
M7, Автострада в Венгрии

В Венгрии существуют такие автострады: M0 — M1 — M2 — M15 — M3 — M30 — M35 — M5 — M6 — M7 — M70.
- Общая длина дорог: 188 490 км
  - Мощеных : 81 950 км (включая 1013 км автострад, 2007)
  - Немощеных: 106 523 км (оценка 1998.)

Новые секции автострады добавляются к существующей сети, и это уже соединяет много главных экономически важных городов со столицей.

## Водные пути
1 373 км судоходных путей (1997).

### Порты и гавани
В Венгрии построены крупные речные порты в городах Будапешт, Дунауйварош и Бая.

## Трубопроводы
- Нефть — 1204 км
- Природный газ — 4387 км (1991)

## Авиаперевозки

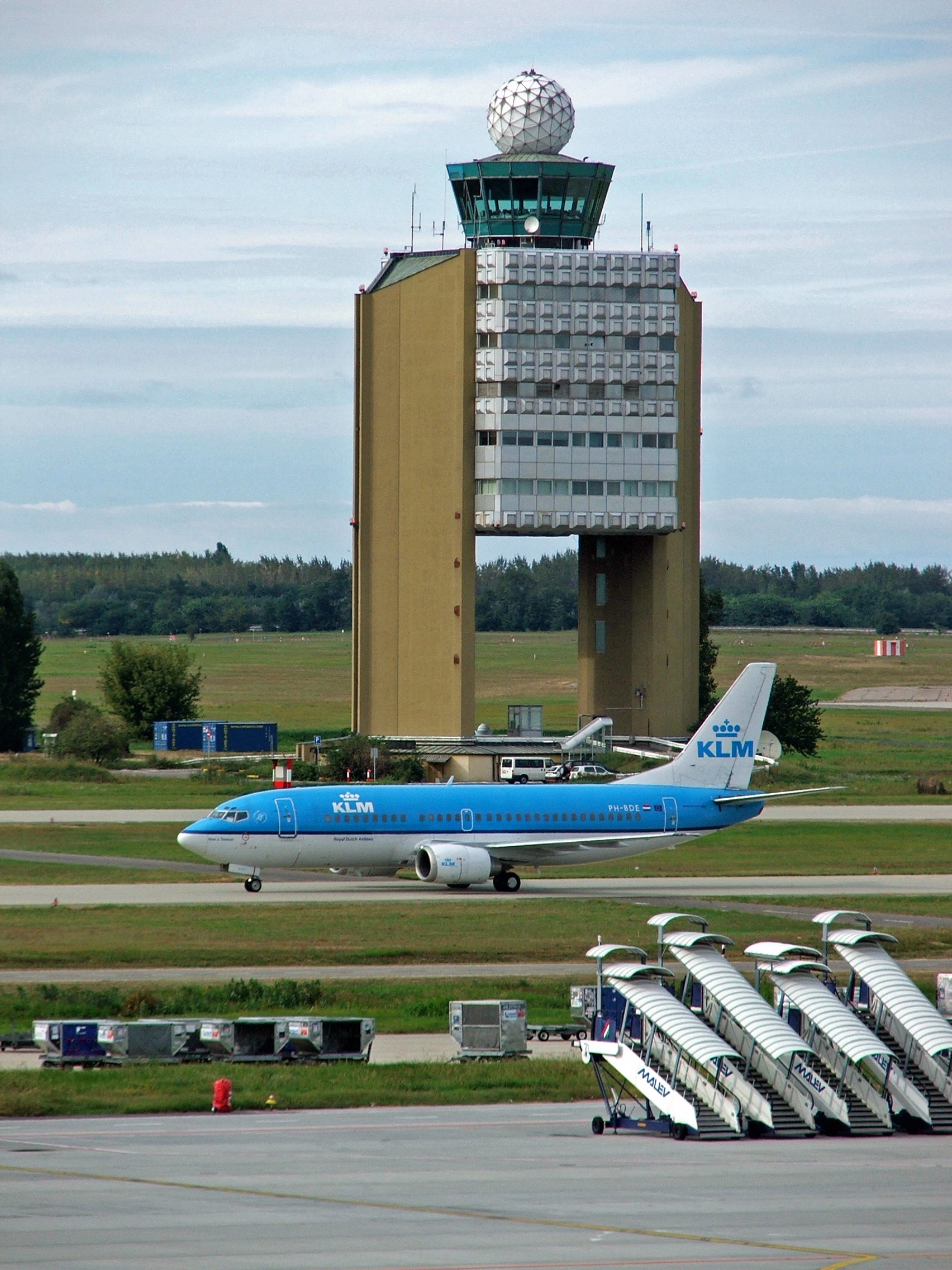
Аэропорт Ферихедь

В Венгрии функционирует около 43-45 аэропортов, включая также небольшие (оценка 1999). Из них — пять международных — Будапешт — Ферихедь, аэропорт в Дебрецене, аэропорт в Шармелэке (также названный FlyBalaton из-за его близости к озеру Балатон, достопримечательности Венгрии номер один), Дьёр-Пер и Печ-Погань. Венгерская авиакомпания «Малев» осуществляла рейсы в более чем 60 городов (главным образом Европы), ликвидирована в 2012 из-за проблем с ликвидностью.

## Городской транспорт

### Транспортные компании городов
- Budapesti Közlekedési Központ (Будапешт)
- BKV (Будапешт) (автобусы, трамваи, троллейбусы и метро)
- DKV (Дебрецен) (трамваи & троллейбусы; автобусы принадлежат (Hajdú Volán)
- MVK Zrt. (Мишкольц) (автобусы и трамваи)
- SzKT (Сегед) (трамваи & троллейбусы; автобусы принадлежат (Тиса Volán)
- PK Rt. (Печ) (автобусы)
- KT Rt. (Капошвар) (автобусы)

В других городах местный транспорт обеспечен компаниями Volan, которые также обеспечивают междугородние автобусные линии.

### Трамвай
Трамвайные линии в Будапеште являются самыми загруженными в мире. Интервал в час пик составляет около четырёх минут. Часть маршрутов — такая же, как в 1887, когда были запущены первые электрические трамваи. Будапешт заказал 40 трамваев Siemens с низким полом. Трамваи начали возить пассажиров 1 июля 2006, но в течение первых недель было много технических трудностей. Эксплуатируемые модели : Tatra T5C5, Tatra T6A2, Tatra KT8D5, Ganz CSMG2, TW 6000, Combino Supra NF12B, KCSV7, Ganz KCSV6-1S, HCS-10a, FVV 1200, Schlick L, SGP E1, Lohner c3.

#### Города с линиями трамвая
- Будапешт (начиная с 28 ноября, 1887)
- Мишкольц (начиная с 10 июля, 1897)
- Сегед (с 1 октября 1908)
- Дебрецен (начиная с 16 марта, 1911)

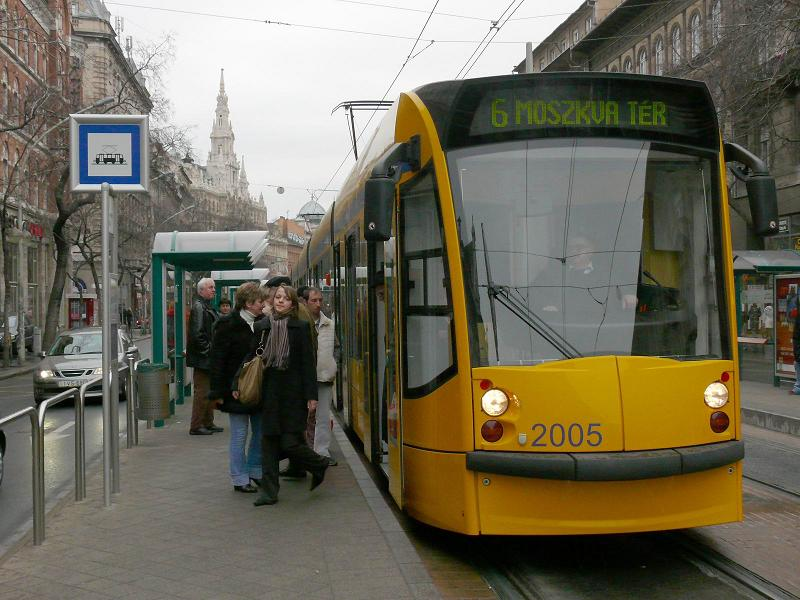
Будапешт, Siemens Combino
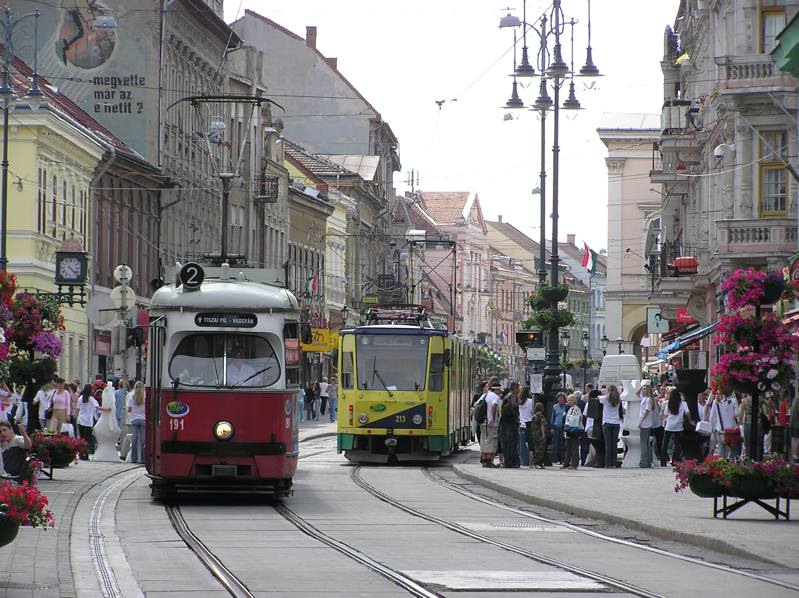
Мишкольц

#### Города с прежними линиями трамвая
- Сомбатхей (1897—1974)
- Шопрон (1900—1923)
- Ньиредьхаза (1905—1969)
- Печ (1913 — 31 августа, 1960)

### Метрополитен
В столице Венгрии работает Будапештский метрополитен, который включает 40 станций, а протяжённость линий составляет линий 31,7 км.